# 恩戈齊·奧孔約-伊衞拉
恩戈齊·奧孔約-伊衞拉（Ngozi Okonjo-Iweala i/əŋˈɡoʊzi əˈkoʊndʒoʊ ɪˈweɪlə/；1954年6月13日—），是一名奈及利亞的經濟學家，拥有美国、尼日利亚双国籍，为世界贸易组织首位女性秘書長和首位来自非洲大陆的秘書長。
奥孔乔-伊韦阿拉曾于2003年至2006年、2011年至2015年两次担任尼日利亚财政部长，于2006年任尼日利亚外交部长，均为该国首位担任上述职位的女性。她还曾作为经济学家在世界银行任职长达25年，并曾担任常务副行长。

## 生平
恩戈齊·奧孔約-伊衞拉的父母均为大学教授。父亲楚库卡•奥孔约是尼日利亚东南部奥瓜希乌库的传统伊博族的统治者（或称奥比），从经济学教授退休后加入比夫拉军队并成为准将。年幼时，她与母亲卡麦恩在尼日利亚军队一个流动厨房做工。
1954年出生于尼日利亚，1977年畢業於哈佛大學，1981年取得麻省理工學院区域经济和发展学的博士学位。
2003年至2006年期間，她曾擔任奈及利亞的財政部部長，又短暫擔任過外交部部長，2006年8月她提出請辭。2007年10月，她擔任世界銀行常務副總裁。2011年7月，她回到奈及利亞擔任財政部長。2012年3月，她得到非洲聯盟的支持，被提名擔任世界銀行行長，以接替6月離任的佐利克。學術上，她曾是華盛頓的布魯金斯研究所資深研究員與發展議題專家。
2021年2月14日，恩戈齊·奧孔約-伊衞拉當選為世界貿易組織秘書長，为世贸组织首位女性秘書長，也是首位来自非洲大陆的秘書長，任期為2021年3月1日至2025年8月31日。
由于其热衷推进改革，尼日利亚批评家和立法委员称呼她为“Okonjo-Wahala”（豪薩語的“麻烦女人”）绰号。

## 荣誉

### 尼日利亚勋章奖章
- 联邦共和国指挥官勋章[6]
- 尼日尔河大指挥官勋章（2022年[6]）

### 外国勋章奖章
- 里奥·布兰科大十字勋章（葡萄牙語：Ordem de Rio Branco）（巴西，2023年[6][7]）